# TVA (cadena de televisión)
TVA es una cadena nacional de habla francesa, que emite en Quebec (Canadá). El grupo fue la primera red de televisión privada en francés de Canadá, al comenzar sus emisiones el 12 de septiembre de 1971 como una cooperativa de emisoras inspirada en la anglófona eyeTV, y su nombre es un acrónimo de Télédiffuseurs associés (en español, Teledifusores asociados).
Su área de emisión es Quebec y al nivel nacional, con sede en Montreal. Sin embargo, la red cuenta con estaciones afiliadas que emiten en algunos puntos de Nuevo Brunswick y Ontario, y en 1988 se convirtió en una red nacional disponible para todo el país a través de los sistemas de televisión por cable.

## Historia

### Orígenes como Télé-Métropole
Las autoridades de radiodifusión canadienses otorgaron el 22 de marzo de 1960 una licencia de televisión en francés al empresario Joseph Alexandre DeSève, que creó la emisora Télé-Métropole (CFTM-TV) con sede en Montreal. Sus emisiones comenzaron el 19 de febrero de 1961, y aunque sólo contaba con una estación, la nueva emisora podía verse en un radio de 100 kilómetros alrededor de Montreal y algunas áreas.
La programación de Télé-Métropole se desarrolló con producción propia y series importadas, y compitió frente a la otra emisora francófona, Télévision de Radio-Canada -de Canadian Broadcasting Corporation (CBC). En 1964 la estación de Ciudad de Quebec, CFCM-TV, rompió su vinculación con CBC para unirse a Télé-Métropole. Dos años después, llegarían las primeras emisiones en color, y la cadena se mantuvo hasta el fallecimiento de su fundador, DeSève, hasta 1968.

### Creación de TVA
Hasta la fecha, las emisoras afiliadas a Télé-Métropole emitían programación local y compartían espacios, pero a partir de 1971 comenzaron sus emisiones simultáneas de programación. El 12 de septiembre de ese mismo año, las emisoras de Montreal, Ciudad de Quebec y Chicoutimi, comenzaron a emitir de forma simultánea bajo el nombre de Télédiffuseurs associés (TVA), y pasaron toda su programación a color. Un año después establecerían sus propios servicios informativos, y con el paso del tiempo iniciaron un proceso de expansión con el que cubrieron todo Quebec y al país. Gracias a su crecimiento, la empresa salió a la Bolsa de Montreal en 1974.
El crecimiento de la cadena mejoró sus datos de audiencia, y TVA consiguió superar a Télévision de Radio-Canada en los años 1980. Sin embargo, no fue hasta 1982 cuando se reestructuró para dar cabida a nuevos socios. Hasta la fecha, TVA funcionó como una cooperativa en la que sus afiliadas solo emitían unos pocos programas en la cadena líder. Sin embargo, el número de contenidos simultáneos aumentó, en parte por la competencia de TQS, y la CFTM-TV de Montreal se convirtió en la estación de referencia. En 1989 la empresa Télé-Metropole adquirió las emisoras del grupo Pathonic en Ciudad de Quebec, y la empresa se convirtió en una corporación subsidiaria del grupo Vidéotron. Durante los años 1990 TVA registró sus mejores datos en la teleaudiencia nacional.
En 1999 el grupo Quebecor, que controlaba TQS, se deshizo de su participación como accionista en esa red y se convierte en propietario de TVA. Además, firmó acuerdos de colaboración con televisiones francesas (como M6) para emitir su programación. Desde ese año se convirtió en la principal emisora privada de Quebec, y aumentó su presencia al oeste de Canadá gracias a la televisión por cable. A su vez, ha firmado acuerdos con el grupo Rogers para emitir contenidos de éste, principalmente deportivos, en francés.

## Cobertura
TVA cuenta con seis emisoras propias y cuatro afiliadas, que emiten para el área de Quebec. Además, su cobertura aumenta con las emisiones por cable para el oeste de Canadá, si bien existe una emisión en abierto para esa zona.
Las cadenas propias se encuentran en Montreal, Ciudad de Quebec, Rimouski, Saguenay, Sherbrooke y Trois-Rivières. Por su parte, las afiliadas se encuentran en Carleton-sur-Mer, Gatineau, Rivière-du-Loup y Rouyn-Noranda. La estación central se encuentra en Montreal, donde TVA también tiene su sede.